# César Gómez (Leichtathlet)
César Daniel Gómez Ponce (* 25. September 2001) ist ein mexikanischer Leichtathlet, der sich auf den Hindernislauf spezialisiert hat.

## Sportliche Laufbahn
Erste internationale Erfahrungen sammelte César Gómez im Jahr 2018, als er bei den Olympischen Jugendspielen in Buenos Aires auf den zehnten Platz über 2000 m Hindernis gelangte. Im Jahr darauf belegte er bei den U23-NACAC-Meisterschaften in Santiago de Querétaro in 9:24,18 min den fünften Platz über 3000 m Hindernis und anschließend gewann er bei den U20-Panamerikameisterschaften in San José in 15:18,64 min die Bronzemedaille im 5000-Meter-Lauf und siegte in 9:11,05 min im Hindernislauf. 2021 gewann er bei den erstmals ausgetragenen Panamerikanischen Juniorenspielen in Cali in 8:56,65 min die Silbermedaille übee 3000 m Hindernis hinter dem Peruaner Julio Palomino und im Jahr darauf belegte er bei den NACAC-Meisterschaften in Freeport in 9:00,33 min den sechsten Platz. 2023 gewann er bei den Zentralamerika- und Karibikspielen in San Salvador in 8:50,68 min die Silbermedaille hinter dem Kolumbianer Carlos San Martín und gelangte dann bei den Panamerikanischen Spielen in Santiago de Chile mit 8:47,69 min auf den vierten Platz. Im Jahr darauf wurde er bei den Panamerikanischen Crosslauf-Meisterschaften in San Salvador nach 30:21 min Sechster im Einzelrennen. Anschließend gelangte er bei den Crosslauf-Weltmeisterschaften in Belgrad nach 25:06 min auf Rang elf in der Mixed-Staffel und lief im Einzelbewerb nach 31:47 min auf Rang 77 ein. Im Mai belegte er bei den Ibero-Amerikanischen Meisterschaften in Cuiabá in 8:49,19 min den sechsten Platz über 3000 m Hindernis.
In den Jahren 2021 und 2023 wurde Gómez mexikanischer Meister im 3000-Meter-Hindernislauf.

## Persönliche Bestleistungen
- 5000 Meter: 14:14,33 min, 12. April 2024 in Azusa
- 3000 m Hindernis: 8:34,13 min, 11. April 2024 in Azusa